# Diasemia lunalis
Diasemia lunalis là một loài bướm đêm trong họ Crambidae.